# Девапрайяг
Девапрайяг или Дев(а)прая́г (дев. देव प्रयाग, IAST: Devaprayāg, англ. Devprayag) — город и муниципальное образование в округе Паури-Гархвал в индийском штате Уттаракханд. Является местом паломничества индуизма, одним из «пяти священных слияний» (Панч-праяг) реки Алакананды. Девапраяг также является штаб-квартирой руководящего совета храма Бадринатха.
Согласно верованиям индуистов, в древние времена в этом месте ведийский мудрец Девашарма длительное время совершал аскезы, поэтому место и получило название Девапраяг. На террасе в верхней части деревни расположен построенный из огромных камней храм Рагхунатджи, который имеет пирамидальную форму.
В Девапраяге, реки Бхагиратхи и Алакананда сливаются вместе, образуя реку Гангу. Средняя высота Девапраяга над уровнем моря составляет 830 метров.
Согласно всеиндийской переписи 2001 года, в Девапраяге проживало 2144 человека, из которых мужчины составляли 52 %, женщины — 48 %. Средний уровень грамотности населения равнялся 77 %, что выше среднеиндийского уровня (59,5 %). Среди мужчин, уровень грамотности составлял 82 %, среди женщин — 72 %. 13 % населения составляли дети до 6 лет.

## Галерея

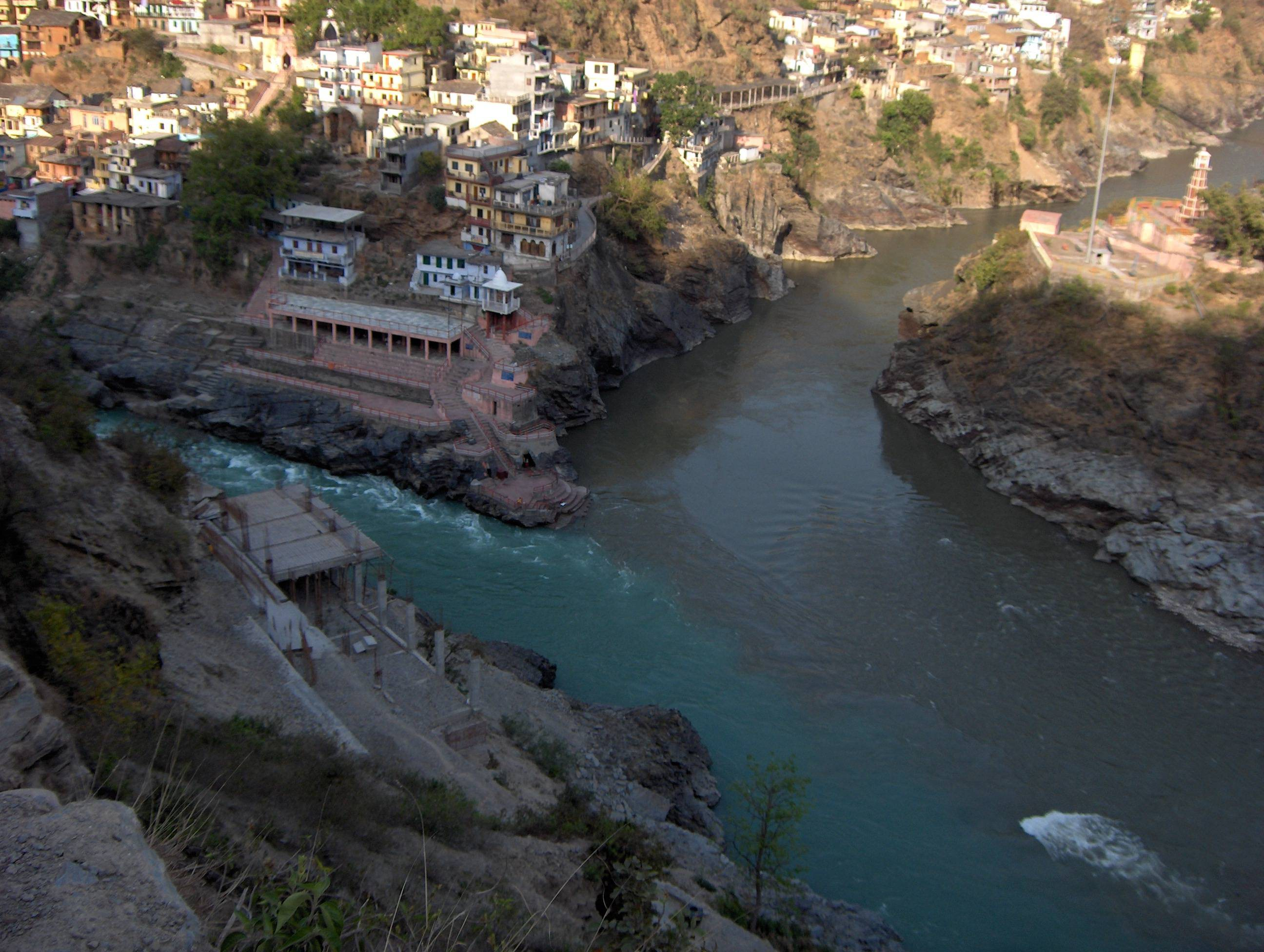
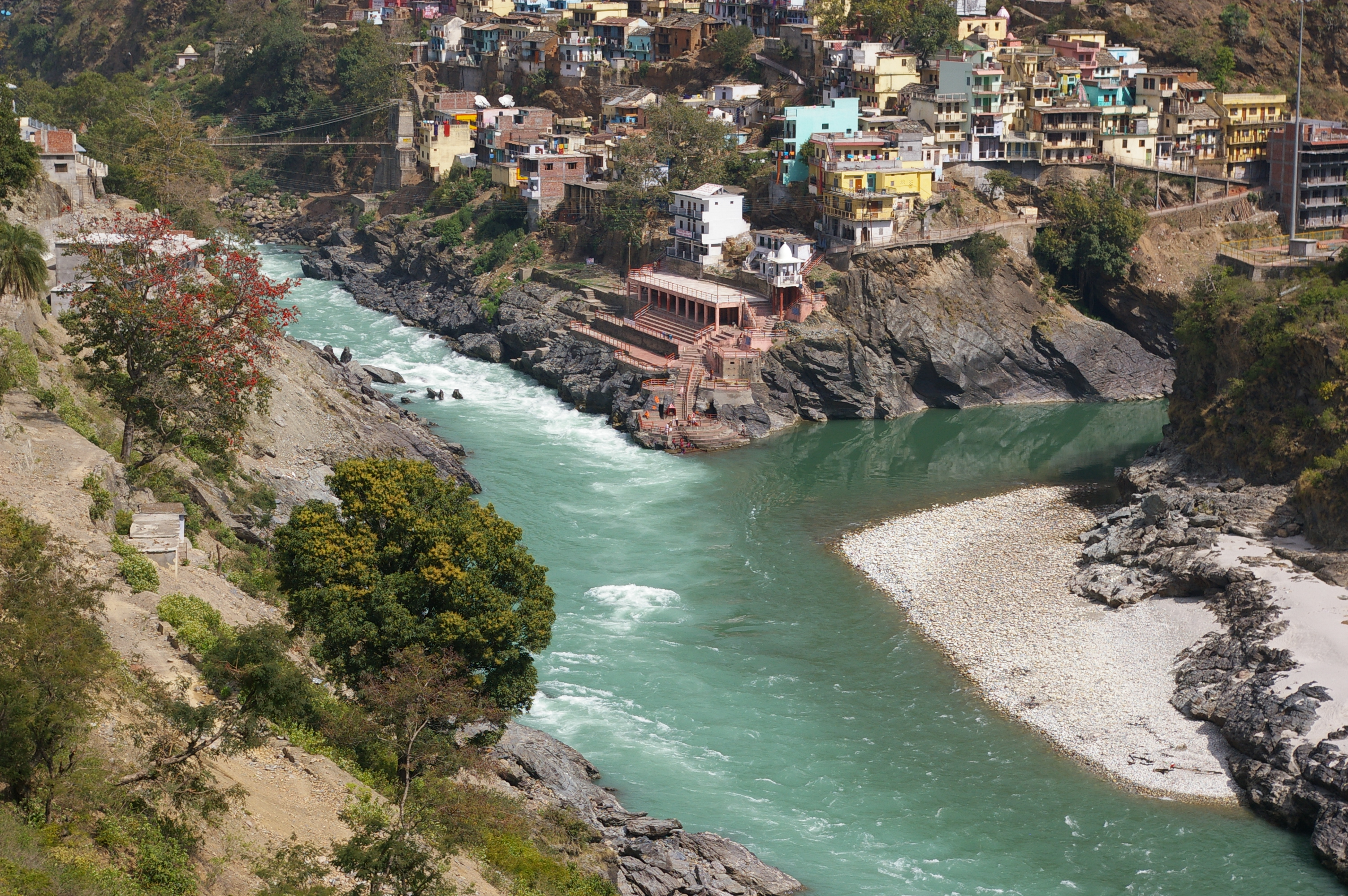
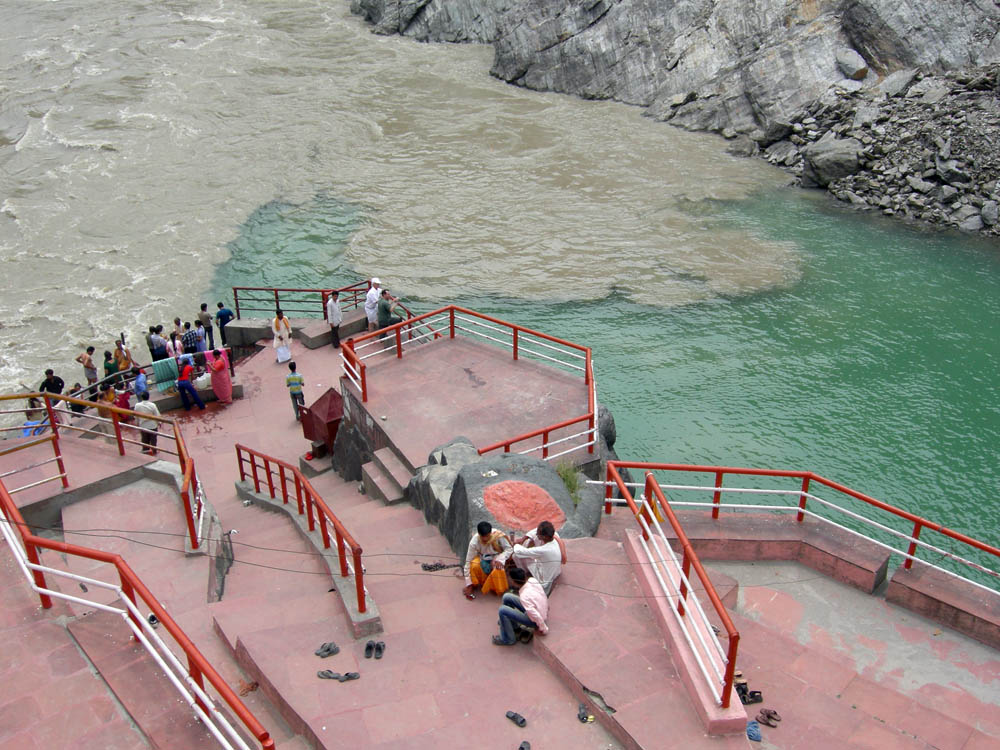
Место слияния Бхагиратхи и Алакананды.